# Mouvement national de réconciliation
Pour les articles homonymes, voir Mouvement national.
Le Mouvement national de réconciliation (en espagnol Movimiento Nacional de Reconciliación) est un parti politique colombien fondé en 2006. Il a été fondé par l'ancien ministre Álvaro Leyva Durán après que son Parti conservateur colombien ait décidé de soutenir la campagne de réélection du président Álvaro Uribe. Opposé à la politique militaire d'Uribe contre les Forces armées révolutionnaires de Colombie, Leyva a annoncé sa candidature à la présidence en janvier 2006 en tant qu'indépendant et a déclaré qu'il rechercherait des moyens pacifiques de mettre fin au conflit. Cependant, le 14 mai 2006, il a annoncé qu'il se retirait de la course, dénonçant une « injustice ». Comme il s'est retiré deux semaines seulement avant l'élection présidentielle de 2006, son nom est resté sur les bulletins de vote, mais n'a recueilli que 0,19 % des suffrages.